# Olle Bring
Nils Olle Bring, född 3 juni 1998 i Åmål, är en svensk politiker (moderat). Han var riksordförande för Moderat skolungdom från mars 2018 till mars 2019 och därmed även ledamot av Moderata Ungdomsförbundets förbundsstyrelse.
I januari 2022 tillträdde Bring tjänsten som pressekreterare för Moderaterna i Stockholms stad.